# Linfo-histiocitose hemofagocítica
A Síndrome hemofagocítica, ou Linfo-histiocitose hemofagocítica (HLH, do inglês), é uma condição rara, relacionada à hiperativação imunológica, que desencadeia um estado hiperinflamatório, levando aos sinais e sintomas da síndrome, como febre alta prolongada, hepatoesplenomegalia e citopenias. A HLH pode ter origem genética – HLH familiar ou primária – ou ser secundária a quadros infecciosos, reumatológicos, malignos ou metabólicos – HLH adquirida ou secundária.
A definição da HLH é a chave para sua compreensão: ao invés de uma doença única, a HLH é uma síndrome hiperinflamatória causada pela ativação excessiva de linfócitos e macrófagos, que produzem altos níveis de citocinas. Apesar de possuir sinais e sintomas mais frequentes, muitas variações clínicas podem ocorrer entre os diferentes casos, o que dificulta o diagnóstico, atrasa o tratamento e colabora para as altas taxas de mortalidade da síndrome.

## Epidemiologia
Os dados epidemiológicos sobre a HLH ainda são escassos. No Brasil, estima-se que a incidência anual de HLH familiar seja de 1,2 casos/milhão de indivíduos, sem predileção por sexo. Já na Índia, foram reportados menos de 160 casos relatados de HLH numa população de 1,2 bilhões de indivíduos. Em outros estudos, as incidências variam entre 1 em 800.000 por ano no Japão e 1 em 3.000 em crianças norte americanas. Contudo, é plausível afirmar que, pelo desconhecimento sobre a síndrome e pela dificuldade diagnóstica implícita, esses números subestimem sua real ocorrência pelo mundo.

## Fisiopatologia e Classificação
A fisiopatologia de ambas as formas da HLH tem características comuns. Com alguma variação entre as diferentes etiologias, o que ocorre é uma hipercitocinemia e a consequente infiltração de órgãos por histiócitos fagocitários – células da linhagem monocítica de maturidade intermediária entre monócitos e macrófagos com ação hemofagocitária, i.e., que fagocitam células hematopoiéticas. Isso pode ocorrer de diferentes maneiras.
No primeiro caso, linfócitos T citotóxicos (CTL) e linfócitos natural killer (NK) falham no processo de destruição das células-alvo, o que geralmente é associado à HLH primária, por estar relacionado à função das perforinas. A perforina é uma proteína humana presente nos grânulos citotóxicos dos CTL e NK, responsável por mediar a indução da apoptose nas células alvo, e sua ausência ou redução dificulta a eliminação das células contaminadas. Já no segundo mecanismo, ocorre uma falha na remissão da resposta imune, seja devido à não eliminação de células CD4 ativadas, à destruição de CTL que capturaram antígenos ou à falha na lise de CTL por células CD4+. Esses mecanismos também são associados à HLH primária, já que o papel da perforina também se faz central nesses processos.
A linfo-histiocitose hemofagocítica familiar é uma doença inata autossômica recessiva rapidamente fatal na ausência de tratamento específico. Caracteriza-se pela presença de febre persistente ou intermitente acompanhada de hepatoesplenomegalia (aumento do fígado e do baço), trombocitopenia e anemia, anormalidades da coagulação sanguínea (hipofibrinogenemia) e disfunção hepática. Afeta crianças com idade entre 2 semanas e 7 anos e dois terços delas apresentam-se com os sintomas no primeiro trimestre de vida. O tratamento envolve o uso de quimioterapia e o transplante de medula óssea.
Os mecanismos relacionados à HLH adquirida são ainda pouco conhecidos. Supõe-se que, em pacientes com doenças autoimunes, a estimulação da imunidade inata por antígenos não específicos seria o gatilho para a síndrome. Já em algumas infecções, acredita-se que a ativação direta de receptores toll-like (TLR) por patógenos intracelulares persistentes nos histiócitos ou que as estratégias de evasão imune de alguns vírus possam ser responsáveis. Contudo, sobre a maioria das infecções permanecem lacunas acerca do mecanismo fisiopatológico, tolerando hipóteses sobre uma predisposição genética através de polimorfismos.
Como citado anteriormente, a perforina está fortemente associada à HLH primária. Desde 1999, quando se descobriu mutações no gene PRF1 (10q21-22) da perforina, outras mutações associadas à função dos CTL e NK foram descobertas, tais como nos genes UNC13D (17q25), STXBP2 (19p13.2-3) e STX11 (6q24). Hoje, sabe-se que tais mutações representam falhas em etapas específicas do processo de formação e liberação dos grânulos citotóxicos. Outras mutações também encontradas com forte associação com a HLH são aquelas das síndromes de imunodeficiência com albinismo parcial – a Síndrome de Chediak-Higashi (gene LYST) e a Síndrome de Griscelli 2 (gene RAB27A) – e de várias síndromes de imunodeficiência primária – como a Doença Linfoproliferativa associada ao cromossomo X (proteínas SAP e XIAP). Destaca-se ainda que, embora haja um mapeamento genético das mutações associadas à HLH primária, essa é comumente desencadeada por infecções, predominantemente virais.
A HLH secundária está associada a uma variedade de condições fundamentais, como infecções, doenças malignas, doenças autoimunes, imunossupressão e doenças metabólicas. Dentre as infecções, a mais comum como gatilho para a HLH é pelo vírus de Epstein-Barr (EBV), possivelmente devido ao mecanismo de evasão da resposta imune. Outros vírus também se associam frequentemente à HLH, tais como citomegalovírus (CMV), vírus das hepatites A, B e C (HAV, HBV e HCV), vírus do herpes simples (HSV1) e vírus da imunodeficiência humana (HIV), assim como algumas bactérias – principalmente micobactérias – e fungos. Relata-se ainda que os quadros infecciosos estejam associados a 42% a 61% dos casos de HLH adquirida. Das doenças malignas – que cursam com alta morbimortalidade -, os linfomas de células T são os mais fortemente associados ao surgimento de HLH, mas também podem ser diagnosticados após o início da síndrome. Já as doenças reumatológicas, que corresponderiam a 10% da etiologia de HLH secundária, são representadas principalmente pelo lúpus eritematoso sistêmico (SLE), geralmente envolvido com uma forma específica de HLH adquirida, a Síndrome de Ativação Macrocitária (SAM).
É importante ressaltar, contudo, que a classificação etiológica da síndrome, embora apresente alguma relevância clínica, não deve se sobrepor à gravidade da doença no momento de decisão do tratamento inicial do paciente.

## Manifestações Clínicas
Uma das principais dificuldades do processo diagnóstico da HLH é o fato de seus sintomas e alterações laboratoriais também poderem ser encontrados em pacientes com quadros infecciosos, principalmente por infecções tropicais. A hiperativação linfocitária e macrocitária leva à secreção de altos níveis de citocinas e quimiocina, causando as principais alterações do estado hiperinflamatório da síndrome: a febre, causada por interleucinas e TNF-α; a hiperferritinemia e a hipofibrinogenemia, causadas pela supersecreção de ferritina e ativador de plasminogênio pelos macrófagos; a hipertrigliceridemia, devido às citopenias se dão pela supressão da hematopoiese e pela hemofagocitose.
Outros sinais e sintomas associados incluem anorexia, fadiga, perda de peso, linfadenopatia, hepatoesplenomegalia, calafrios, sudorese, insuficiência hepática, coagulação intravascular disseminada, síndromes gastrointestinais, mal estar, erupções cutâneas, sintomas respiratórios e sintomas neurológicos. As citopenias características da HLH pode incluir: pancitopenia, anemia, leucopenia, trombocitopenia, neutropenia e linfopenia. Outros exames laboratoriais podem incluir ainda: coagulopatia, função hepática anormal, azotemia, concentrações anormais de IgG sérica, anticorpos antinucleares, teste de Coombs direto positivo.

## Diagnóstico
Diretrizes diagnósticas para a HLH foram publicadas pela primeira vez em 1994 por Henter et al, em um estudo prospectivo internacional que determinou cinco critérios diagnósticos. Em 2004, três critérios adicionais foram introduzidos pelo mesmo grupo, estabelecendo um conjunto de oito critérios, dos quais cinco devem ser preenchidos para se estabelecer o diagnóstico da síndrome. O estabelecimento de um diagnóstico molecular também é determinante para o diagnóstico da HLH, como detalhado na tabela.
| CRITÉRIOS DIAGNÓSTICOS DE HLH |
| --- |
| O diagnóstico de HLH pode ser estabelecido se um ou ambos os critérios for preenchido. |
| 1. Um diagnóstico molecular consistente com HLH: detecção de mutações gênicas (PRF1, UNC13D, Munc18-2, Rab27a, STX11, SH2D1A ou BIRC4) OU 2. Ao menos cinco dos seguintes critérios: - Febre - Esplenomegalia - Citopenias – duas ou três: - Anemia (Hemoglobina < 9g/dl) - Trombocitopenia (Plaquetas < 100.000/mm³) - Neutropenia (Neutrófilos < 1.000/mm³) - Hipertrigliceridemia (Triglicerídeos > 265mg/dl) e/ou hipofibrinogenemia (Fibrinogênio < 1,5g/l) - Hemofagocitose na medula óssea, baço ou linfonodos - Baixa ou nenhuma atividade de células natural killer (de acordo com a referência laboratorial local) - Hiperferritinemia (> 500μg/dl) - Excesso de CD25 solúvel (receptor de IL-2 solúvel > 2400U/ml) |

## Tratamento e Prognóstico
A HLH possui alta taxa de mortalidade – 50% para HLH familiar e 20%-40% para HLH secundária – e, quando não tratada, apresenta uma sobrevivência aproximada de dois meses. Por isso, um dos aspectos principais de seu tratamento é realizar o diagnóstico o quanto antes, além de se determinar fatores infecciosos desencadeantes, permitindo o tratamento antibiótico adequado.
O tratamento quimioterápico preconizado atualmente para HLH não complicada inclui etoposídeo combinado com dexametasona. O etoposídeo é um quimioterápico inibidor da topoisomerase II, útil na estimulação da apoptose, o que explica sua utilização no tratamento da HLH, cuja fisiopatologia é marcada pela deficiência de disparar a apoptose. Já a dexametasona, um corticoide de propriedades anti-inflamatória e pró-apoptótica, é particularmente valioso no tratamento da HLH porque penetra facilmente o sistema nervoso central (SNC).
O transplante de células tronco hematopoiéticas, além de capacidades curativas, teria efeito potencializado no tratamento de crianças com HLH familiar. Imunossupressores podem ser associados ao tratamento, como a ciclosporina A, que reduz a atividade dos linfócitos T. O uso de injeções intratecais de metotrexato e prednisolona também tem efeito importante no controle da doença no SNC.